# Drentse Acht van Westerveld
La Drentse Acht van Westerveld és una competició ciclista neerlandesa femenina d'un sol dia que es disputa per les carreteres de la província de Drenthe. Fou creada el 2007 i forma part del tríptic de curses amb el Tour de Drenthe i la Novilon Euregio Cup. Forma part del calendari internacional de l'UCI dins de la categoria 1.1. Als seus inicis la cursa rebia el nom de Drentse 8 van Dwingeloo, per després anomenar-se Drentse 8, i des del 2015 rep la nomenclatura actual

## Palmarès
| Any  | Vencedora                   | Segona               | Tercera              |         |
| ---- | --------------------------- | -------------------- | -------------------- | ------- |
| 2007 | Regina Schleicher           | Rochelle Gilmore     | Giorgia Bronzini     |         |
| 2008 | Ina-Yoko Teutenberg         | Regina Schleicher    | Rochelle Gilmore     |         |
| 2009 | Ina-Yoko Teutenberg         | Regina Schleicher    | Kirsten Wild         |         |
| 2010 | Ina-Yoko Teutenberg         | Emma Johansson       | Annemiek van Vleuten |         |
| 2011 | Marianne Vos                | Shelley Olds         | Emma Johansson       |         |
| 2012 | Chloe Hosking               | Giorgia Bronzini     | Marianne Vos         |         |
| 2013 | Marianne Vos                | Giorgia Bronzini     | Emma Johansson       |         |
| 2014 | Chantal Blaak               | Lucy Garner          | Lizzie Armitstead    |         |
| 2015 | Giorgia Bronzini            | Valentina Scandolara | Annemiek van Vleuten |         |
| 2016 | Leah Kirchmann              | Christine Majerus    | Anouska Koster       |         |
| 2017 | Chloe Hosking               | Lotte Kopecky        | Amalie Dideriksen    |         |
| 2018 | Alexis Ryan                 | Jolien D'Hoore       | Chloe Hosking        |         |
| 2019 | Audrey Cordon-Ragot         | Amy Pieters          | Marta Bastianelli    |         |
| 2020 | suspesa                     | suspesa              | suspesa              | suspesa |
| 2021 | Chantal van den Broek-Blaak | Charlotte Kool       | Eleonora Gasparrini  |         |
| 2022 | Christine Majerus           | Alison Jackson       | Floortje Mackaij     |         |
| 2023 | suspesa                     | suspesa              | suspesa              | suspesa |
| 2024 | Sofie van Rooijen           | Chiara Consonni      | Rachele Barbieri     |         |